# فرودگاه المایرا (شرقی)
فرودگاه المایرا (شرقی) (به انگلیسی: Elmira (East) Airport) یک فرودگاه خصوصی است که یک باند فرود آسفالت و چمن دارد و طول باند آن ۵۴۹ متر است. این فرودگاه در کشور کانادا قرار دارد و در ارتفاع ۳۵۱ متری از سطح دریا واقع شده است.